# 블라인드 윌리 맥텔
블라인드 윌리 맥텔(Blind Willie McTell, 1898년 5월 5일 ~ 1959년 8월 19일)은 맹인 뮤지션으로서 행인들의 요구에 따라 길이나 시장, 혹은 주차장 주위에서 노래하고 연주했다.
맥텔은 1927년에서 1956년 사이에 많은 음반을 녹음했으며, 맑고 높은 목소리, 악기 연주 솜씨, 그리고 폭넓은 레퍼토리는 그로 하여금 블루스 역사에 있어서 매우 특별한 위치를 확보하게 해주었다.